# 羅伯·豪利
羅伯·豪利（英語：Rob Howley；1970年10月13日—）是一位已經退役的威爾斯橄欖球運動員。他現在擔任威爾斯國家橄欖球隊的助理教練。